# 水上警察隊
水上警察隊（すいじょうけいさつたい）は、日本の都道府県警察本部に所属し、水上警察業務を所掌する執行隊である。

## 水上警察隊を設置している都道府県警察
いずれも2016年1月現在。
- 東北管区警察局管内：福島県警察
- 関東管区警察局管内：千葉県警察
- 中部管区警察局管内：福井県警察、三重県警察
- 近畿管区警察局管内：滋賀県警察、兵庫県警察、和歌山県警察
- 四国管区警察局管内：香川県警察
- 九州管区警察局管内：宮崎県警察

福島、千葉、三重、兵庫県警察の水上警察隊は地域部に所属し、その他は生活安全部に所属している（小規模な県警察の場合は、地域部がなく、生活安全部に地域課が所在するため）。
類似の組織として、水上警察業務に特化した警察署である水上警察署を設置している都道府県警察もある。兵庫県警察については、水上警察隊と水上警察署（神戸水上警察署）の双方を設置している。

## 任務
警備艇を使用し、港を中心とした警戒活動や、漁業関連法令違反行為（密漁等）監視、外国船舶に対する訪船活動（密輸取締り等のため）を主要な任務としている。また、水難事故者の救助や、転覆、転落事故の捜索、遺留品や遺体の捜索等も実施している。隊内には捜査部門があり、密輸事件等の捜査を行っている。
滋賀県警察では2011年7月1日に、常設の水上警察隊を設置した。2010年までは毎年7月から8月の間、関係部署・警察署の人員により水上警察隊を組織する形が取られ、琵琶湖におけるプレジャーボートの指導・水上事故の防止や密漁の取締りなどを行っている。

## 警備艇
千葉県警察の水上警察隊には現在、ぼうそう（41トン）、いぬぼう（17トン）、まき（4.8トン）、はつたか（4.8トン）の4隻が配備されており、これらの警備艇は2000年の九州沖縄サミットの際に、警備のため沖縄県に派遣されている。また、「ぼうそう」には、水上バイクが搭載されている。兵庫県警察の水上警察隊には水上バイク「いぬわし」が配備されている。